# Las Vegas Tennis Open 1998
Il Las Vegas Tennis Open 1998 è stato un torneo di tennis facente parte della categoria ATP Challenger Series nell'ambito dell'ATP Challenger Series 1998. Il torneo si è giocato a Las Vegas negli Stati Uniti dal 9 al 15 novembre 1998 su campi in cemento.

## Vincitori

### Singolare
Cecil Mamiit ha battuto in finale  Maurice Ruah con il punteggio di 7–5, 6–3.

### Doppio
Marcos Ondruska /  Byron Talbot hanno battuto in finale  David DiLucia /  Michael Sell con il punteggio di 7–6, 6–3.